# Animație

Animația bilei de mai jos este constituită din 6 cadre.

Animațiile de mai sus se mișcă la o rată de 10 și respectiv 2 cadre/sec. (cadrele individuale ar trebui să se poată distinge).
Animația constituie o iluzie optică a mișcării, creată prin derularea unor imagini, numite cadre, reprezentând elemente statice ale acesteia. În producția cinematografică, acest termen se referă la tehnici prin care fiecare secvență a unui film este realizată individual, deci o analiză a mișcării . Aceste secvențe pot fi imagini desenate și apoi fotografiate, fotografii consecutive făcute unui obiect în mișcare cu ajutorul unui aparat de filmat, ori pot fi generate cu ajutorul computerului.
Când secvențele sunt derulate una câte una cu o anumită viteză (în cinematografie cu o frecvență de 24 imagini/secundă), deci o sinteză a mișcării, rezultă o iluzie de mișcare continuă, prin exploatarea unor factori psihologici ai vederii, memoria asociativă și persistența retiniană.
Crearea unui astfel de film necesită o muncă complexă și greoaie. Dezvoltarea animației computerizate, ușurează oarecum procesul de creare a unui film de animație. Dar atât la "animația clasică", cât și la cea computerizată este nevoie de talent și multă creativitate.
Formatele multimedia ca GIF, MNG, SVG și Flash (SWF) permit ca animația să poată fi vizualizată pe computer sau prin Internet.
Filmul de animație, este un gen de film gustat de toți copii de la cea mai fragedă vârstă până la 100 și...ani.
Primul film de animație este El Apóstol (Argentina, 1917, 70 de minute).
Introducere în domeniul animației
Invenția animației
Deși ne aflăm în plină civilizație a imaginii, animația continuă să rămână un fenomen destul de puțin cunoscut. Deși se „consumă” animație în cantități industriale, mai ales cu ajutorul televiziunii, ea continuă să fie ocolită și încă nu este recunoscută pe deplin ca o ramură artistică. „Materia primă a animației este Ideea”, după cum foarte inspirat spunea cineastul francez Alexandre Alexeieff, elogiind astfel expresia concentrată și bogată în sensuri a unei arte care merită o cunoaștere aprofundată. Totuși, animația rămâne în continuare „un cinema paralel”, cum scria criticul italian Giannalberto Bendazzi, un cinema care beneficiază de „o autonomie de limbaj, tehnică și stilistică în forma sa de expresie”.
Animația reprezintă derularea rapidă a unei secvențe de imagini pentru a crea iluzia mișcării. Efectul este o iluzie optică datorată fenomenului de persistență a viziunii (fenomen care face ca o imagine înregistrată de ochi să persiste aproximativ a douăzeci și cincea parte dintr-o secundă pe retină. Astfel ochiul uman este incapabil de a sesiza schimbarea imaginilor ci receptează animația ca pe un ansamblu unitar. ASIFA(Asociația Internațională a Filmului de Animație) precizează că ”prin cinema de animație trebuie să înțelegem, în principal, orice creație cinematografică realizată imagine cu imagine” adăugând: ”cinematograful real pornește de la o analiză mecanică, prin intermediul fotografiei, a evenimentelor similare care vor fi reproduse pe ecran, în timp ce cinematograful de animație creează evenimentele prin intermediul unor instrumente diferite de înregistrarea automată. Într-un film de animație evenimentele au loc pentru prima oară pe ecran”. 
Dacă dorim, totuși, să recunoaștem o anume autonomie a animației, nu putem să nu pornim de la observația că aceasta a întreținut mereu un raport fertil și cu cinematograful „real” și cu artele plastice (mai ales cu grafica și pictura).
Exemple primitive de desene care surprindeau mișcarea pot fi găsite încă din antichitate pe diferiți pereți și oale. Chiar dacă nu se pot numi propriu zis animații, ele arată dorința oamenilor de a copia mișcarea reală și de a reda-o în alte circumstanțe. însă primele animații au putut fi văzute cu ajutorul instrumentelor mecanice inventate înainte de apariția cinematografiei, cum ar fi kinetoscopul și taumatropul. O dată cu cinematograful, domeniul animației a înregistrat o explozie creativă. În primele decenii s-au descoperit zeci de tehnici de animație cum ar fi tradițională, stop-motion, gravare direct pe film, pixilation, claymation, animație cu păpuși etc. Tot acum s-au delimitat principiile animației care se mai folosesc până în prezent.
Cinematograful de animație a evoluat cultivându-și deosebirile față de cinematograful „viu”, dezvoltând tehnici din ce în ce mai îndrăznețe. Apelând la mijloace minimaliste și la materiale banale (ace de gămălie, plastilină, nisip, cărbune), animatorii reușesc să construiască lumi mirifice, să reprezinte imaginarul și fantasticul mai eficient decât o face filmul cu actori.

### Principile animației
După cum am precizat mai sus majoritatea principiilor animatiei au fost descoperite in primele decenii ale secolului XX. Ele sunt aplicate încă și în ziua de astăzi în aproape toate tehnicile de animație. Numărul exact al legilor animației este dezbătut și în zilele noastre  dar este în general acceptat că există 12 principii:
- Turtire și întindere (Susan Germania Germania Germania and stretch)

Acesta este cel mai important principiu. Rolul lui este de a da senzația de greutate și lungimea ale unui obiect. Poate fi aplicat pentru obiecte simpGermania le cum ar fi o minge care sare sau pentru construcții complexe ca musculatura unei fețe umane. Duse la extrem, turtirea și întinderea unei figuri poate crea un efect comic. În animația realistă însă, cel mai important aspect al acestui principiu este că volumul obiectului nu se schimbă când este întins sau turtit. Dacă lungimea unei mingii este întinsă vertical, lățimea acesteia trebuie să se modifice corespunzător pe orizontală.
- Anticipare (Anticipation)

Anticiparea este folosită pentru a pregăti publicul pentru acțiunea ce urmează a se desfășura și de a o face să pară mai realistă. Un dansator care sare de pe podea trebuie să își îndoaie genunchii mai întâi; un jucător de golf care lovește mingia va trebui să își întoarcă crosa un pic înapoi înainte. Această tehnică poate fi folosită și pentru acțiuni mai puțin fizice cum ar fi un personaj care se uită în afara ecranului pentru a anticipa venirea altui personaj.
- Aranjarea cadrelor (Staging)

Acest principiu este de asemenea cunoscut și în teatru și film. Scopul lui este de a direcționa atenția publicului și de a sugera care este centrul de interes într-o scenă; ce se întâmplă și ce se va întâmpla. Ollie Johnston și Frank Thomas (animatori la Disney) defineau acest procedeu ca „prezentare unei idei în așa fel încât este absolut și fără îndoială clar”, fie că idea este o acțiune, o personalitate, o expresie sau o stare. Acest lucru poate fi făcut prin ajustarea mai multor factori precum locul unui personaj, lumina și umbra, unghiul și poziția camerei. Esența acestui principiu este de a concentra atenția pe ce este relevant și de a evita detaliile care nu sunt absolut necesare.
- Fotogramă cu fotogramă sau de la keyframe la keyframe (Straight ahead action and pose to pose)

Acestea sunt cele două abordări diferite ale animării. Prima înseamnă desenarea, sau în animația digitală salvarea unei poziții, fotogramă cu fotogramă de la început până la sfârșit. Cea de-a doua presupune desenarea câtorva fotograme principale (keyframe) și umplerea spațiilor dintre ele cu fotograme după aceea. Prima metodă creează o mișcare mai fluidă dar are dezavantajul că animatorul pierde deseori forma originală a obiectului deoarece este foarte greu să păstrezi proporțiile exacte. Cea de-a doua metodă funcționează mai bine pentru scene emoționale și dramatice unde compoziția și relația cu mediul sunt mai importante. O combinație ale acestor două tehnici este de cele mai multe ori folosită. Animația computerizată depășește problemele de păstrare a proporțiilor cu metoda fotogramă cu fotogramă cu fotogramă. Totuși cea de-a doua metodă este încă folosită în animația digitală datorită avantajelor pe care le aduce compoziției și deoarece computerele facilitează procesul prin umplerea automată a spațiilor dintre fotogramele principale.
- Urmărirea mișcării și acțiune suprapusă (Follow through and overlapping action)

Aceste două procedee sunt legate între ele și ajută redarea unei mișcări mai realiste care dă impresia că personajele urmăresc legile fizicii. Urmărirea mișcării înseamnă că părți ale corpului separate vor continua să se miște după de personajul s-a oprit. Acțiunea suprapusă este tendința diferitelor părți ale corpului să se miște la viteze diferite. Aceste părți pot fi obiecte neînsuflețite ca îmbrăcămintea sau antena unei mașini sau părți ale corpului cum ar fi mâinile sau părul. Părțile corpului cu mult țesut cum ar fii burți sau sâni mari se vor mișca întotdeauna mai mult. Decât părțile ce conțin oase. Din nou exagerarea acestei tehnici produce efecte comice în timp ce o animație realistă trebuie să calculeze timpii acțiunii exact pentru a produce un rezultat convingător.
- Slow in și slow out

Mișcarea corpului uman și majoritatea obiectelor au nevoie de timp pentru a accelera și pentru a încetini. De aceea animația arată mai realist dacă are mai multe desene aproape de începutul și sfârșitul acțiunii punând accent pe fotogramele de la exterior și mai puțin pe cele din mijloc. Acest principiu funcționează pentru personaje care se mișcă între doua poziții extreme cum ar fi stat pe scaun și stat în picioare.
- Arce (Arcs)

Majoritatea acțiunilor naturale urmăresc o traiectorie arcuită și animația ar trebui să adere la acest principiu. Acest lucru se poate aplica la un braț care se mișcă rotindu-se de la încheietură sau un obiect aruncat care se mișcă pe o traiectorie parabolică. Excepție fac mișcările mecanice care se desfășoară în general în linie dreaptă. Cu cât viteza unui obiect este mai mare cu atât arcele sunt mai puțin rotunjite.
- Acțiunea secundară (Secondary action)

Adăugarea acțiunilor secundare la acțiunea principală dă scenei mai multă viață și suportă acțiunea principală. O persoană care merge poate în același timp să își balanseze mâinile, să vorbească, să fluiere sau să își exprime emoțiile prin expresii faciale. Important este ca acțiunile secundare să sublinieze acțiunea principală și să nu atragă atenția.
- Timpii acțiunii (Timing)

Timpii acțiunii se referă la numărul de frame-uri folosite pentru o anumită acțiune ceea ce se traduce în viteza acțiunii. Timpul poate face ca obiectele să pară că respectă legile fizicii și poate sugera greutatea fiecărui obiect.
- Exagerarea (Exaggeration)

Exagerarea produce un efect special pentru animație deoarece imitarea exactă a realității poate arată static și plictisitor. Nivelul exagerării depinde de fiecare animator în parte. Definiția clasică a exagerării descrisă de Disney rămâne adevărată și până astăzi doar că se poate prezenta și în forme extreme.
- Desenul volumetric (Solid drawing)

Acest principiu se referă la desenarea formelor în spațiul tridimensional dându-le volum și greutate. Animațiile moderne se folosesc de facilitățile pe care computerul le oferă de a calcula automat spațiul.
- Atracție (Appeal)

Atracția unul personaj animat corespunde cu carisma unui actor. Un personal atractiv nu este neapărat simpatic (personajele antagoniste pot fi atractive) dar trebuie să dea senzația privitorului că este real și interesant.

## Animația pe computer

Un exemplu de animație pe computer

Animatorii folosesc computerele pentru a desena imaginile ori pentru a îmbunătăți imagini desenate manual. Astăzi, computerele pot genera filme întregi, ca de exemplu Toy Story (1996), cât și efecte speciale impresionante.